# 加尔默罗大会堂

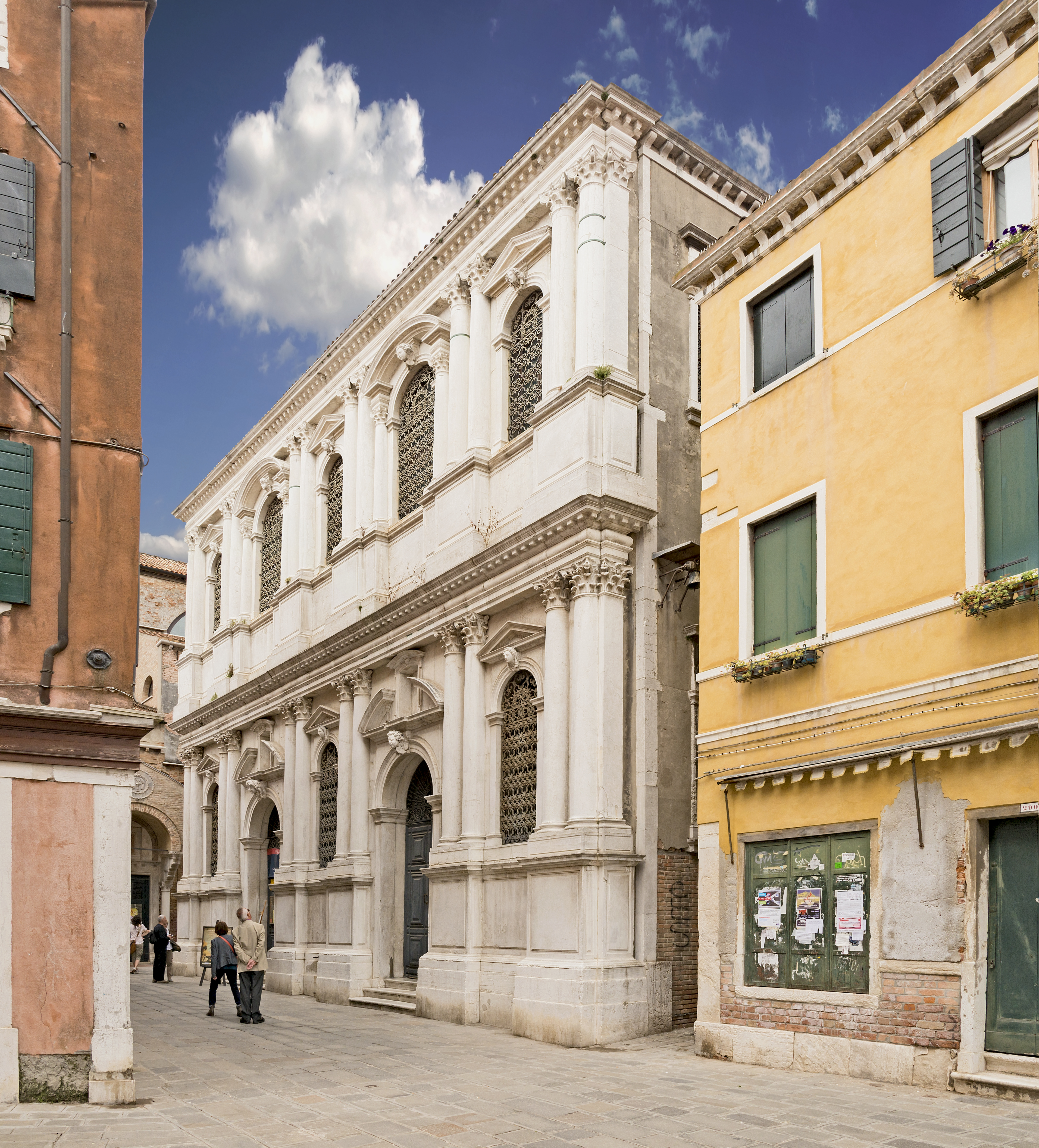
南立面

加尔默罗大学校（Scuola Grande dei Carmini）是意大利威尼斯的一座慈善协会建筑，坐落在多尔索杜罗区，巴洛克风格的南立面面临圣玛加利大广场（Campo Santa Margherita），而西立面面临加尔默罗广场（Campo dei Carmini）。
加尔默罗大学校创建于1594年，是威尼斯最后一座获承认的同类机构。最初设于加尔默罗修道院内，目前的建筑由Francesco Caustello和Baldassare Longhena设计。1807年，拿破仑取缔该协会。奥地利人让协会重新开放，一直持续至今，但大多已经是文化活动。 

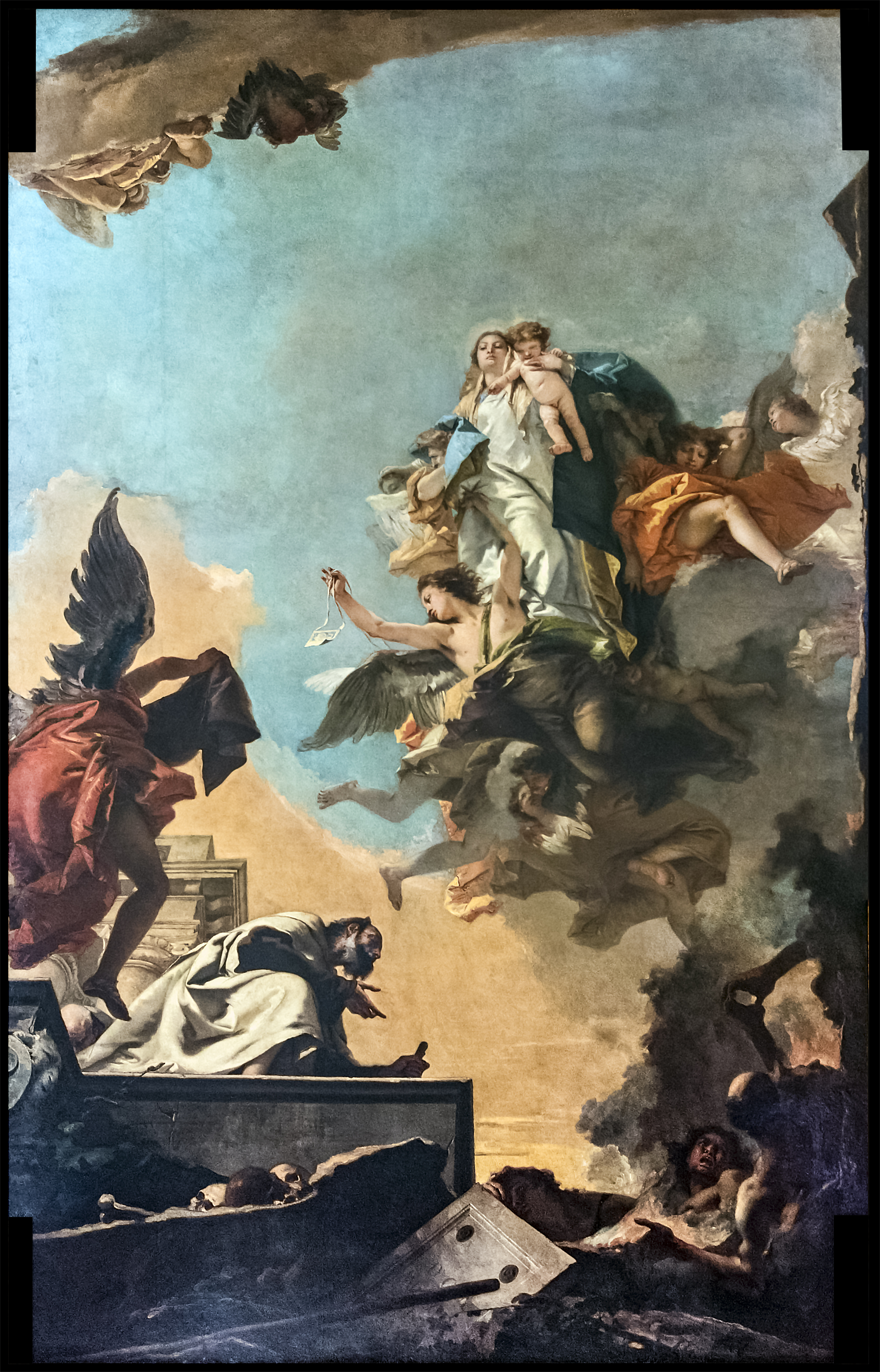

楼梯装饰有视觉陷阱瓷砖。
45°26′02″N 12°19′21″E / 45.433776°N 12.322439°E